# Wikariat apostolski Tierradentro
Wikariat apostolski Tierradentro (łac. Apostolicus Vicariatus Tierradentroënsis, hisz. Vicariatos Apostólico de Tierradentro) – rzymskokatolicki wikariat apostolski ze stolicą w Páez, w Kolumbii.
W 2010 na terenie wikariatu apostolskiego pracowało 8 zakonników i 19 sióstr zakonnych.

## Historia
13 maja 1921 papież Benedykt XV brewe Cum in archidioecesi erygował prefekturę apostolską Tierradentro. Dotychczas wierni z tych terenów należeli do archidiecezji popayáńskiej.
17 lutego 2000 papież Jan Paweł II podniósł prefekturę apostolską Tierradentro do rangi wikariatu apostolskiego.

Mapa wikariatu

## Prefekci apostolscy Tierradentro
- Emilio Larquère CM[2] (1923 – 1949)
- Enrique Alejandro Vallejo Bernal CM (1950 – 1977)
- Germán Garcia Isaza CM (1977 – 1988) następnie mianowany biskupem Caldas
- Jorge García Isaza CM (1989 – 2000)

## Wikariusze apostolscy Tierradentro
- Jorge García Isaza CM (2000 – 2003)
- Edgar Hernando Tirado Mazo MXY (2003 – 2015)
- Óscar Augusto Múnera Ochoa (2015 – 2024)